# Mohammed Saleh al-Bejadi
Mohammed Saleh al-Bejadi (né entre 1977 et 1981) est le cofondateur de l'organisation de défense des droits de l'homme en Arabie saoudite, l'ACPRA qui a pris la défense du droit des prisonniers depuis 2007,. Il est en prison depuis la contestation en Arabie saoudite en 2011 et purge une peine de 10 ans prononcée en 2015.

## Biographie
En 2007, al-Bejadi a contacté les médias internationaux pour les avertir d'un sit-in qu'il tenait devant l'autorité gouvernementale de sa province pour appeler à la libération de prisonniers. Il a alors été arrêté le 4 septembre 2007 et emprisonné jusqu'au 1er janvier 2008 sans qu'aucune charge n'ait été retenue contre lui ou qu'il ait eu de procès.
En 2009, al-Bejadi a lancé un site web intitulé « Monitor of Human Rights in Saudi Arabia - al-Marsad ». En mars 2009, il est interrogé par l'agence de renseignements Al-Mukhabarat al-Aamah. Son passeport est confisqué et il lui est interdit que quitter le pays à partir de juillet 2009. En juillet, l'Organisation mondiale contre la torture et la Fédération internationale des ligues des droits de l'homme lui apportent leur soutien au nom de la liberté d'expression.
En 2009, al-Bejadi et dix autres activistes des droits de l'homme fondent la Saudi Civil and Political Rights Association (ACPRA).
Le 21 mars 2011, durant la vague de contestation en Arabie saoudite, al-Bejadi est arrêté avec d'autres personnes à la suite d'un appel à la libération de prisonniers politiques la veille. Amnesty International le désigne alors comme un prisonnier d'opinion et lui apporte son soutien. Il est alors enfermé dans une cellule de 4 m sur 6 m avec neuf autres prisonniers. On lui refuse la visite d'un médecin pendant 7 mois. Le 10 avril 2011, il est condamné à 4 ans de prison assorties à 5 ans d'interdiction de sortie du territoire.
Le 11 mars 2015, il est condamné à nouveau à 10 ans de prison.
Mohammed Saleh al-Bejadi a une fille.